# Kristof Ongenaet
Kristof Cecile A. Ongenaet (Gand, 29 aprile 1985) è un cestista belga.
È alto 2,03 m e gioca nel ruolo di ala grande.

## Palmarès
- Top Division 2B: 1

Falco Gent: 2022-2023